# Él Mató a un Policía Motorizado
Él Mató a un Policía Motorizado es una banda de indie rock con origen en la ciudad de La Plata (Argentina) fundada en 2003. La banda combina el punk rock con el noise rock y el noise pop, logrando un sonido de guitarras fuertemente distorsionadas y en primer plano. Entre las influencias del grupo se cuentan los Pixies, Ramones, Weezer, Sonic Youth y The Velvet Underground.

## Historia

### Los inicios y el primer álbum (2003-2004)
La banda comenzó cuando sus miembros Willy y Santiago C. Motorizado iban a la secundaria, donde se conocieron. "Manuel tenía una banda y me invitó a tocar... fuimos armando temas propios, llamamos a Willy y después a Gustavo.[…] medio como que fuimos pasando de banda en banda hasta que formamos esto", el primer tema que compuso Santiago fue «Rock espacial». Luego de editar su disco debut homónimo en 2004, la banda se propuso realizar una trilogía de EP dedicados, respectivamente, al nacimiento, la vida y la muerte.
En una entrevista para una página web, la banda comentó sobre el origen de su nombre:

[Santiago]: Elegimos un nombre que no sea típico para salir del molde. Es un chiste, para reírnos de esos típicos nombres de artistas o bandas. Estábamos en una fiesta, medio borrachos.... [Manuel]: Estábamos medio al pedo y teníamos algunos otros como "¿Querías un milagro, John? Te presento al FBI", que es una frase de Duro de matar, una de mis películas de cabecera. Ese día estábamos mirando una película medio trucha y salió un subtítulo que decía "él mató a un policía motorizado" y dijimos "véngale"....

La película era R.O.T.O.R. (1987), dirigida por Cullen Blaine, "suerte de exploitaition improbable, cruza entre Robocop y Mad Max, considerada injustamente como una de las peores de la Historia". Pero la banda había olvidado el nombre de la película donde sacaron su nombre, y fue el crítico de cine Diego Trerotola quien descubrió la película para un nota en la revista de cine El Amante en abril de 2009. El diálogo original era "This old boy just killed a motorcycle cop".

### La trilogía (2005-2008)
En 2005 Él Mató a un Policía Motorizado lanzó el primer EP, Navidad de reserva, y en 2006 el segundo, Un millón de euros, culminando el año presentándose en el Festival BUE. Finalmente, la culminación de la trilogía llegó con Día de los Muertos en 2008, debutando así en Europa en el festival Primavera Sound de Barcelona, España en su edición del 2010 con una presentación muy bien recibida.
Volverían en el año 2011 a visitar España, Reino Unido y Francia, y al año siguiente se publica El nuevo magnetismo, un disco recopilatorio que compila canciones de su primer disco y de la trilogía completa, incluyendo «Sobredosis de droga" (canción solo incluida en el primer single de la banda y outtake de su primer disco) y una versión en vivo en Brasil de «Navidad en Los Santos» en el festival Mapa de todos de Porto Alegre en 2008.

### La dinastía Scorpio(2012-2014)
El 27 de junio de 2012 se publica un sencillo llamado «Mujeres bellas y Fuertes» (junto con una versión en vivo de la canción en la sala de ensayo de la banda y un b-side «Dos galaxias») y el 14 de noviembre se publica otro sencillo llamado «Chica de oro» (junto con otra versión en vivo en La Casa Fantasmal y un b-side «Vestidas de poder»).
El 28 de noviembre de 2012 salió a la luz su segundo disco de estudio, La dinastía Scorpio, con gran recibimiento por parte de la prensa y el público, llegando a ser el álbum más exitoso de la banda hasta ese momento. Este disco incorporó a Chatrán Chatrán como nuevo miembro de la banda en teclados. De este disco se desprenden clásicos como «Mas o menos bien» [sic] (llegando a ser la canción más conocida de la banda en su momento, junto con videoclip) y «Chica de oro».
La presentación del álbum tuvo lugar el 1 de marzo de 2013 en Niceto Club.
Entre 2012 y 2015, visitaron numerosos países, principalmente España en muchas ocasiones, obteniendo un gran éxito en el país, editando discos y sencillos en físicos allí, y en Estados Unidos, México, etc (formato CD, vinilo, casete).

### Violencia(2015-2016)
El 14 de diciembre de 2015 se edita un EP llamado Violencia, que contiene 4 canciones nuevas (incluida un instrumental compuesto por Niño Elefante). Según declaraciones del propio Santiago C. Motorizado, las primeras dos canciones siguen la línea musical que la banda venía trabajando desde el disco anterior, y las últimas dos es una visión a lo que iba a ser el próximo álbum de la banda.
La presentación oficial del EP fue el 21 de diciembre de 2015 en Niceto Club.

### La síntesis O'Konor(2017-2019)
El 24 de abril de 2017 la banda publicó un sencillo llamado «El tesoro" (junto con dos b-sides «Madre» y el instrumental «Postales negras»), obteniendo un gran éxito.
El 22 de junio de 2017 se lanzó La síntesis O'konor, grabado en los estudios Sonic Ranch en Texas, Estados Unidos entre enero y febrero del mismo año. Las presentaciones del álbum fueron el 22, 23, 27 y 28 de junio en Niceto Club.
El álbum fue nominado a Mejor Álbum de Rock en los Premios Grammy Latinos de 2018 y «Ahora imagino cosas» fue nominada a Mejor Canción de Rock, que fue publicada como sencillo en diciembre de 2017 (junto con «La casa fantasmal» y una versión acústica de «El tesoro» grabada en la habitación 512 de un hotel en Ecuador).
En este disco se encuentran los mayores éxitos de la banda, tales como «El tesoro», «La noche eterna», «Fuego», «El mundo extraño», entre otros.
La banda promocionó el álbum con giras extensas en América y en Europa y varios festivales, en 2018 llegan al festival Vive Latino en México y debutan en el Cosquín Rock, culminando el año en su concierto más multitudinario hasta la fecha ante 5000 espectadores en Tecnópolis el 8 de diciembre de 2018, y continúan girando en 2019. El 14 de agosto de 2019 sucede un hecho histórico en un show a beneficio de Fito Páez en el Teatro Margarita Xirgú, donde invita a último momento a Santiago Motorizado a interpretar a dúo «El tesoro», los dos con Fito en el piano y voz. 

### La otra dimensión(2019-2020)
El 15 de noviembre de 2019 se publica el sencillo «El perro» junto con videoclip.
El 7 de diciembre la banda publica el álbum La otra dimensión, que consta de 9 canciones, incluye 5 canciones (de las sesiones de 2017 en Sonic Ranch en Texas donde la banda grabó 15 canciones pero solo 10 se incluyeron en el disco), y nuevas versiones de las canciones de La síntesis O'Konor («El tesoro», «La noche eterna», «Las luces», esta última es una versión a dúo con Anabella Cartolano, vocalista de Las Ligas Menores).
Este lanzamiento fue presentado (dentro de la era "La síntesis O'konor") oficialmente el 14 de diciembre en el Estadio Cubierto Malvinas Argentinas ante unas 10.000 personas con sold-out, siendo este el recital más convocante de la banda en su historia hasta ese momento. A principios de 2020 realizan una gira extensa por España, junto con una gira programada para el año, pero esta se vio cancelada por la suspensión mundial de shows debido a la Pandemia de COVID-19.
En diciembre del 2020 publican una versión a dúo con la banda española Carolina Durante de la canción «Espacio vacío», de la banda ibérica de synth pop de los 80s Séptimo Sello. Fue grabado a principios del año en medio de la gira por el país.

### Banda sonora deOkupasyUnas vacaciones raras(2021)
A mediados de 2021 se anuncia que la serie argentina Okupas tendrá su remasterización y estará disponible en Netflix a 20 años de su estreno, pero la banda sonora de la película (al menos las canciones en inglés) ya no obtenían los derechos de ellas, así que la banda (y el propio Santiago Motorizado) fue convocada para realizar la banda sonora nuevamente, y eligieron regrabar un par de canciones del pasado de la banda.
El 27 de agosto se publica el primer sencillo, «La otra ciudad» (la única nueva canción del álbum). El álbum Unas vacaciones raras se publica el 2 de septiembre, y contiene regrabaciones actuales de varias canciones de la banda, principalmente del álbum Día de los muertos, aparte de una nueva canción.
Finalmente después de casi dos años, la banda vuelve a tocar el 18 de diciembre de 2021 en el GEBA, con un sold-out repleto.
En 2022 reprograman la gira que tenían pautada para dos años atrás (incluidos los festivales Lollapalooza de Argentina, Pal Norte de México, Asunciónico de Paraguay, Estereo Picnic de Colombia, etc). En junio se presentan nuevamente en el Primavera Sound de España y en septiembre en la versión estadounidense en Los Ángeles.

### Súper terror (2023)
El 11 de noviembre de 2022 la banda lanza el sencillo «Tantas cosas buenas», primer adelanto del nuevo disco.
El 1 de febrero de 2023 el grupo anuncio a través de Twitter que había concluido la grabación del nuevo álbum en el estudio Sonic Ranch (Mismo lugar donde grabaron La síntesis O'konor) y que ya estaban de vuelta al país.
El 3 de marzo de 2023 lanzan «Medalla de oro» con un videoclip en el que se muestran personas subidas a los postes de la calle, haciendo referencia a los festejos durante la obtención de la copa del mundo de la selección argentina en 2022. Además, confirman que el nuevo album seria lanzado a mediados de 2023.
El 14 de abril de 2023 lanzan el tercer adelanto de su nuevo álbum. El single se llama «Diamante roto» y presenta un video relata una historia de amor no correspondido, anclada en un triángulo amoroso entre dos contrincantes de lucha libre mexicana y una chica.
El 9 de julio de 2023 lanza el cuarto y último adelanto llamado «El Universo'» una melodía melancólica y nocturna donde la voz de Santiago Motorizado suena sobre un piano. El videoclip muestra un auto incendiándose en la oscuridad de la noche, lo que evoca un claro ambiente de despedida. Además, se confirma que el disco saldrá al mercado el 7 de julio de 2023.
Finalmente, el 7 de julio sale el esperado nuevo álbum de la banda llamado Super terror que incluye 10 canciones contando los adelantos elegidos por la banda, el disco se caracteriza por tener un sonido más 'ochentoso' y letras melancólicas e introspectivas
Posteriormente la banda anuncia la gira ''Super Terror 2023'' que los llevara a recorrer prácticamente todo el país, gran parte de Latinoamérica y España.
El 17 y el 18 de septiembre realizan dos shows históricos en el místico estadio Luna Park, presentando su nuevo álbum y un repaso por todas las canciones de su discografía.
En 2025 son reconocidos por la Fundación  Konex con un Diploma al Mérito por su trayectoria en la última década en la Argentina.

## Integrantes
- Santiago C. Motorizado Barrionuevo - bajo y voz (2003-presente)
- Guillermo (Willy) Doctora Muerte Ruiz Díaz - batería (2003-presente)
- Mánuel Pantro Puto Sánchez Viamonte - guitarra (2003-presente)
- Gustavo Niño Elefante Monsalvo - guitarra (2003-presente)
- Agustín Chatrán Chatrán Spasoff  teclados (2012-presente)

## Discografía

### Álbumes
- Él Mató a un Policía Motorizado (2004)
- La dinastía Scorpio (2012)
- La síntesis O'konor (2017)
- La otra dimensión (2019) (b-sides y reversiones de La síntesis O'konor)
- Unas vacaciones raras (2021) (banda sonora de la reedición de la serie Okupas)
- Súper terror (2023)

### EP
- Navidad de reserva (2005)
- Un millón de euros (2006)
- Día de los muertos (2008)
- Violencia (2015)

### Sencillos
- "Tormenta roja" (2003)
- "Corre corre corre/El día del huracán" (2011) (solo en España)
- "Mujeres bellas y fuertes" (2012)
- "Chica de oro" (2012)
- "El tesoro" (2017)
- "Ahora imagino cosas" (2017)
- "El perro" (2019)
- "Espacio vacío" (2020) (con Carolina Durante)
- "La otra ciudad" (2021)
- "Tantas cosas buenas" (2023)
- "Medalla de oro" (2023)
- "Diamante roto" (2023)
- "Slipery People" (2024)
- "Estos últimos días" (2025)